# Clatchotin
Clatchotin, ogranak Tanana Indijanaca iz 19. stoljeća koji su živjeli na rijeci Tanana, pritoci Yukona na Aljaski, jezična porodica athapaskan. Hodge ih također spominje kao Clatchotin, a ponegdje su pogrešno navedeni kao Clatehotin.